# Wąsal
Wąsal – staw o charakterze zbiornika retencyjnego w Warszawie, w dzielnicy Ursynów.

## Położenie
Staw leży po lewej stronie Wisły, w Warszawie, w dzielnicy Ursynów, w rejonie osiedla Jeziorki Południowe, w bezpośrednim sąsiedztwie ulic Pozytywki, Katarynki i księdza Kazimierza Czarkowskiego, w pobliżu ulicy Puławskiej, tuż przy granicy z Piasecznem.
Zgodnie z ustaleniami w ramach Programu Ochrony Środowiska dla m. st. Warszawy na lata 2009-2012 z uwzględnieniem perspektywy do 2016 r. staw położony jest na wysoczyźnie i zasilany jest stale wodami powierzchniowymi. Odpływ ma formę cieku, staw ma więc charakter przepływowy. Powierzchnia zbiornika wodnego wynosi 0,2525 hektara. Staw jest płytki w strefie przybrzeżnej.
Leży na obszarze zlewni Rowu Jeziorki.

## Historia
Staw w latach 50. XX wieku został włączony w system melioracyjny Jeziorek Południowych. Z powodu zamulenia i zanieczyszczenia zbiornika dochodziło do wielu lokalnych podtopień pobliskich zabudowań, np. w 2010 r. W efekcie konieczne stało się przeprowadzenie rekultywacji, która rozpoczęła się w 2012 r. Obejmowała ona odmulenie, ukształtowanie skarp, wykonanie przepustów, mnicha i zastawki. Prace, które dotyczyły także sąsiedniego stawu Pozytywka i kanału, łącznika między akwenami, zostały zakończone w czerwcu 2013 r. W ich wyniku maksymalna retencja stawu Wąsal wzrosła z 4 240 m³ do 6 850 m³, a retencja całego systemu składająca się z obu stawów i łącznika zwiększyła się z 13 360 m³ do 26 210 m³.